# Андерссон, Свен Томми
Свен Томми Андерссон (швед. Sven Tommy Andersson; родился 6 октября 1963 года в Стрёмстаде, Швеция) — шведский футболист и тренер, вратарь известный по выступлениям за «Хельсингборг», «Эргрюте» и сборную Швеции. Участник Чемпионата мира 1990 года, а также Олимпийских игр в Сеуле.

## Клубная карьера
Андерссон воспитанник клуба из своего родного города «Стрёмстад». По окончании сезона он перешёл в «Эргрюте» за который и дебютировал в Аллсвенскан лиге. В 1985 году Свен помог команде выиграть чемпионат Швеции, впервые с 1913 года. В «Эргрюте» он провёл 11 сезонов, приняв участие в 247 матчах шведского первенства.
Сезон 1992/1993 Андерссон провёл в родном «Стрёмстаде», а затем перешёл в «Хельсингборг». В 1993 году он выиграл конкуренцию за место основного голкипера команды. В 1994 году Свен помог команде выйти в финал Кубка Швеции, но «Хельсингборг» уступил «Норрчёпингу». Дважды Андерссон помогал клубу завоевать серебряные медали первенства Швеции. В 1998 году он завоевал Кубок Швеции, а через год во второй в карьере выиграл шведскую лигу. В 2000 году Андерссон получил прозвище «Сан-Сиро Свен», отразив пенальти на последней минуте в поединке против «Интера». В 2001 году Свен принял решение завершить карьеру футболиста, отыграв за «Хельсингборг» восемь лет, но получив предложение от английского «Вест Хэм Юнайтед». «Молотобойцам» был нужен надёжный сменщик для Дэвида Джеймса, поэтом сезон 2001/2002 Андерссон провёл в Англии, но дебютировать в Премьер-лиге ему так и не удалось. В настоящее время Свер работает в «Хельсингборге» тренером вратарей.

## Международная карьера
В 1988 году Андерссон в составе олимпийской национальной команды принял участие в Олимпийских играх в Сеуле. На турнире он сыграл в матчах против команд Туниса, Китая, Германии и Италии. 14 февраля 1990 года в товарищеском матче против сборной ОАЭ он дебютировал за сборную Швеции. В том же году Свен попал в заявку национальной команды на Чемпионате мира в Италии. Он был запасным вратарём и на поле так и не вышел.

## Достижения
Командные
 «Эргрюте»
- Чемпионат Швеции по футболу — 1985

 «Хельсингборг»
- Чемпионат Швеции по футболу — 1999
- Обладатель Кубка Швеции — 1988